# Paul Augustin Delacou
 (octobre 2009).
Si vous disposez d'ouvrages ou d'articles de référence ou si vous connaissez des sites web de qualité traitant du thème abordé ici, merci de compléter l'article en donnant les références utiles à sa vérifiabilité et en les liant à la section « Notes et références ».
Paul Augustin Delacou (1782-1870) avocat et homme politique du département de l'Indre. 

## Historique
Il est le fils de Pierre Delacou dit Baulu (1746-1822), notaire, sous l'Ancien Régime garde général des Eaux et Forêts du roi en la maîtrise de Guéret, signataire des cahiers de doléances du Tiers État en 1789, maire d'Éguzon sous le Premier Empire. La carrière de ce dernier servit de tremplin à celle de son fils Paul Augustin Delacou.
Après des études de droit à Paris, avocat, il est nommé, puis élu au suffrage censitaire maire d’Éguzon, mandat qu'il exerce de 1813 à 1840. PA Delacou se fait connaître par ses écrits "De la science politique constitutionnelle" (Paris - 1826 - Mongie ainé), "De la nature du pouvoir municipal" (Paris - 1829 - Mongie ainé) où il développe des conceptions favorables à l'autonomie et à la responsabilité des citoyens, des familles et des municipalités et surtout par sa brochure "Comme le ministère Villèle a servi la France et le roi" (Paris - 1827 - Mongie ainé), vive critique du gouvernement extrêmement conservateur de Joseph de Villèle, premier ministre de Charles X de 1826 à 1828. Candidat malheureux au Corps législatif dans le 2e arrondissement électoral de l'Indre en 1822 contre Pierre-Marie Taillepied de Bondy. Nommé conseiller général de l'Indre en 1816, il l'est toujours au suffrage censitaire sous la Monarchie de Juillet, il y siège au côté du prince de Talleyrand qui ne partageant guère les conceptions politiques de PA Delacou ne manque pas de railler en 1836 « ce petit homme qui parle si longuement et en si méchants termes ». 
En 1840, ayant partagé ses biens entre ses enfants, il est privé de ses droits électoraux car il ne remplit plus les conditions du cens électoral. 
En 1848, la seconde République établissant le suffrage universel lui permet d'être réélu maire d'Éguzon et conseiller général de l’Indre.  
En 1851 le coup d’État de Louis-Napoléon Bonaparte auquel il n'est pas favorable, le contraint à mettre fin à sa carrière politique. Réélu au Conseil Général en 1852, son élection est invalidée par le préfet et le Conseil d’État confirme cette annulation par son arrêt du 22 aout 1853. 

## Sources
- Grands notables du Premier empire, vol. 21, G.Catherine-Joffrin, D. Bernard, J. Tournaire, CNRS éditions, Paris, 1994
- Notice monographique sur Eguzon, L. Blanchard, A.F. Patissier, Châteauroux, 1894
- Almanach royal et national, 1835
- Almanach national, 1851
- Journal du Palais 1840
- Archives de presse, 1839 et archives municipales Eguzon décembre 1851